# جونسیک یون
جونسیک یون (به انگلیسی: Junsik Yun) کشتی گیر کشور کره جنوبی است. از افتخارات وی میتوان به کسب مدال برنز وزن ۵۷ کیلوگرم در بازی‌های آسیایی ۲۰۱۴ اشاره کرد. وی در سال ۲۰۱۶ میلادی در المپیک ریو در وزن ۵۷ کیلو حاضر بود که در دور اول به حاجی علی‌اف از آذربایجان را شکست خورد و از دور رقابت ها کنار رفت.